# كايل سميث (لاعب كرة قدم أمريكي)
كايل سميث (بالإنجليزية: Kyle Smith)‏ (9 أغسطس 1973 في الولايات المتحدة - ) هو مدرب كرة قدم ولاعب كرة قدم أمريكي في مركز الوسط. لعب مع Seattle Sounders (1994–2008) ‏.

## وصلات خارجية
- كايل سميث على موقع قاعدة بيانات كرة القدم.إي يو (الإنجليزية)
- كايل سميث على موقع قاعدة بيانات كرة القدم.إي يو (الإنجليزية)
- كايل سميث على موقع قاعدة بيانات كرة القدم.إي يو (الإنجليزية)